# John Carmel Heenan
John Carmel Heenan (Ilford, 26 gennaio 1905 – Londra, 7 novembre 1975) è stato un cardinale e arcivescovo cattolico britannico.

## Biografia
Nacque a Ilford il 26 gennaio 1905, ultimo di quattro figli di James Carmel Heenan, impiegato, e di sua moglie Anne Pilkington, entrambi di origini irlandesi. John aveva un fratello gemello, George, che però morì a dodici ore dalla sua nascita.
Di educazione cattolica, studiò presso l'istituto delle monache orsoline e poi presso i gesuiti di Stamford Hill, perfezionandosi quindi all'Ushaw College di Durham. Dal 1924 studiò a Roma presso il Venerabile Collegio Inglese e presso la Pontificia Università Gregoriana. Venne orinato sacerdote ad Ilford il 16 luglio 1930 e svolse dal 1931 al 1947 il proprio ministero pastorale per la diocesi di Brentwood dapprima come curato di St. Mary ed Ethelburga a Barking (1931-1937), poi come parroco della parrocchia di Santo Stefano a Manor Park (1937-1947). Superiore della Società Missionaria Cattolica in Inghilterra e Galles di sede presso l'arcidiocesi di Westminster dal 1947 al 1951, il 27 gennaio 1951 venne proposto quale nuovo vescovo di Leeds. Venne consacrato il 12 marzo 1951 da William Godfrey, arcivescovo titolare di Chio e delegato apostolico in Gran Bretagna, assistito da Joseph McComarck, vescovo di Hexham e Newcastle, e da John Edward Petit, vescovo di Menevia.
Il 2 maggio 1957 venne promosso alla sede arcivescovile di Liverpool. Dal 1962 al 1965 prese parte ai lavori del Concilio Vaticano II. Venne trasferito alla sede arcivescovile di Westminster il 2 settembre 1963, rimanendovi sino alla propria morte nel 1975.
Papa Paolo VI lo elevò al rango di cardinale nel concistoro del 22 febbraio 1965, ricevendo il 25 febbraio successivo il titolo di San Silvestro in Capite. Fu membro della prima assemblea ordinaria del sinodo dei vescovi tenutosi in vaticano dal 29 settembre al 29 ottobre 1967. Nel 1968 venne eletto presidente della conferenza dei vescovi di Inghilterra e Galles e nel 1969, dall'11 al 28 ottobre, prese parte alla prima assemblea straordinaria del sinodo dei vescovi; dal 30 settembre al 6 novembre 1971 prese parte alla seconda assemblea.
Partecipò a tutte le quattro sessioni del Concilio Vaticano II.
Morì il 7 novembre 1975 all'età di 70 anni all'ospedale di Westminster a causa di un attacco cardiaco dopo anni di salute malferma. Venne sepolto nella cattedrale di Westminster, sotto la dodicesima stazione della Via Crucis, quella della morte di Gesù in croce.

## Genealogia episcopale e successione apostolica
La genealogia episcopale è:
- Cardinale Scipione Rebiba
- Cardinale Giulio Antonio Santori
- Cardinale Girolamo Bernerio, O.P.
- Arcivescovo Galeazzo Sanvitale
- Cardinale Ludovico Ludovisi
- Cardinale Luigi Caetani
- Cardinale Ulderico Carpegna
- Cardinale Paluzzo Paluzzi Altieri degli Albertoni
- Papa Benedetto XIII
- Papa Benedetto XIV
- Papa Clemente XIII
- Cardinale Marcantonio Colonna
- Cardinale Giacinto Sigismondo Gerdil, B.
- Cardinale Giulio Maria della Somaglia
- Cardinale Carlo Odescalchi, S.I.
- Cardinale Costantino Patrizi Naro
- Cardinale Lucido Maria Parocchi
- Papa Pio X
- Cardinale Gaetano De Lai
- Cardinale Raffaele Carlo Rossi, O.C.D.
- Cardinale William Godfrey
- Cardinale John Carmel Heenan

La successione apostolica è:
- Arcivescovo George Patrick Dwyer (1957)
- Vescovo James Cunningham (1957)
- Vescovo Brian Charles Foley (1962)
- Arcivescovo Derek John Harford Worlock (1965)
- Vescovo Patrick Joseph Casey (1966)
- Vescovo Basil Christopher Butler, O.S.B. (1966)
- Vescovo Victor Guazzelli (1970)
- Vescovo Gerald Thomas Mahon, M.H.M. (1970)